# ユンカース J.I
ユンカースJ.I
Junkers J.I
- 用途：観測、地上攻撃
- 設計者：オットー・マーダー
- 製造者：ユンカース
- 運用者：ドイツ帝国軍航空隊
- 初飛行：1917年初め
- 生産数：227

ユンカース J.I（Junkers J.I）は、第一次世界大戦当時、低空からの偵察や地上攻撃のために開発されたドイツの装甲複葉機。ユンカース J1（1915-16年に製作された全金属製単葉機の社内呼称）と混同されることが多いが別個の機体であり、本機の社内呼称はJ4であった。制式名称J.Iの方の「J」は当時のドイツ軍用機の命名体系で装甲攻撃機を意味する。
本機は世界で初めて量産された全金属製機として知られる。速度は遅かったが、その、プロペラの直後から後部乗員の位置までをカバーし、胴体の主要部分とエンジン架台を構成する装甲を備えた金属製構造は、対空砲火に対する防御として効果的であった。

## 運用歴
J.Iは乗員には好まれたが、その重々しい飛びっぷりから「家具運搬車」（メーベルワーゲン）とあだ名された。J.Iは1918年3月の春季攻勢（カイザーシュラハト）の期間、西部戦線で使用された。戦争中に作られたJ.Iは全部で227機にのぼった。

## 運用者
- ドイツ帝国 - ドイツ帝国軍航空隊

## 残存機

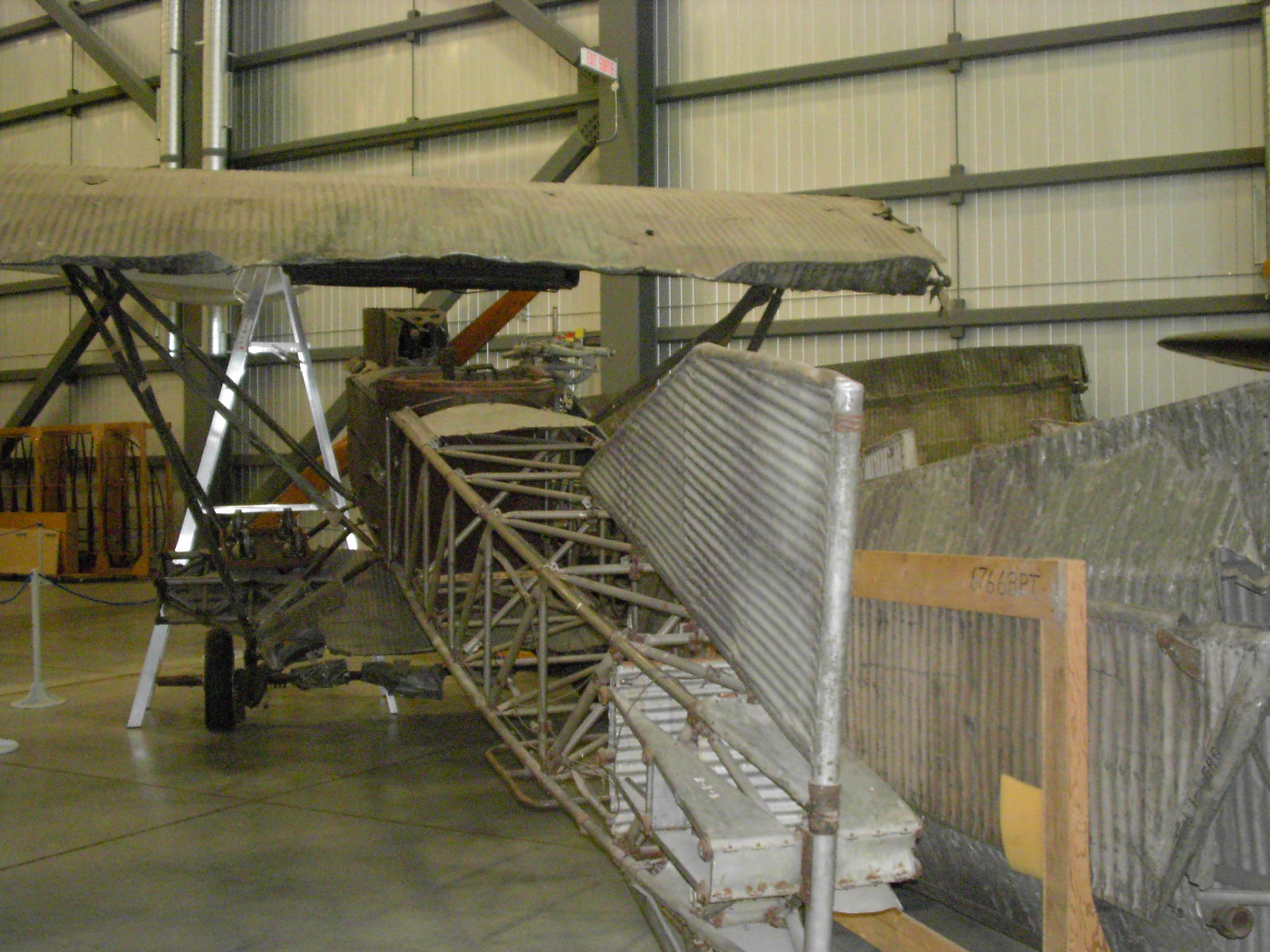
現存する唯一のユンカース J.I

本機のほぼ完全な機体は1機のみ、シリアル「J.I 586/17」が残存しており、カナダのオタワにある「カナダ航空博物館（en:Canada Aviation Museum）」に保管されている。

## 性能諸元
諸元
- 乗員: 2（操縦士および観測員）
- 全長: 9.1 m
- 全高: 3.4 m
- 翼幅: 16.00 m
- 翼面積: 49.4 m2
- 空虚重量: 1,766 kg
- 運用時重量: 2,140 kg
- 動力: ベンツBz.IV レシプロ、149 kW （200 hp）   × 1

性能
- 最大速度: 155 km/h
- 航続距離: 310 km
- 実用上昇限度: 4,000 m

武装
- 固定式（前方）7.92 mm LMG 08/15 機関銃 ×2
可動式（後方）7.92 mm パラベルム MG14 機関銃 ×1

## 参考資料
- Taylor, Michael J. H. (1989). Jane's Encyclopedia of Aviation. London: Studio Editions. pp. 538
- Jane's All the World's Aircraft 1919, p. 320a-321a
- World Aircraft Information Files. London: Bright Star Publishing. pp. File 898 Sheet 01
- カナダ航空博物館のユンカース J.I